# Ідея абсолютної заповідності
Ідея абсолютної заповідності — еколого-філософська концепція охорони дикої природи (як самих природних об'єктів, так і спонтанних екологічних процесів, що відбуваються в них) через створення спеціальних територіальних утворень (природних заповідників) і введення в них суворого природоохоронного режиму.

## Історія формування концепції

### Творці концепції
Концепція розроблена відомим російським ученим, професором зоології Московського університету і одним із засновників російського заповідної справи Г. О. Кожевніковим на початку XX століття.
Пізніше ця розробка була суттєво доповнена відомими радянськими природоохоронцями М. Ф. Реймерсом, О. М. Краснітським, Ф. Р. Штільмарком, С. О. Диренковим та американськими екологами та філософами Д. Форменом, Х. Ролстоном Третім, Д. Тернером, Д. Вестом, Т. Бірчем, Г. Снайдером.

### Складові режиму суворої охорони
Згідно з Г. А. Кожевніковим, суворий режим заповідника повинен забезпечуватися за рахунок:
1. Досить великої площі дикої природи.
2. Наявність навколо заповідника особливої охоронної зони.
3. Сувора охорона від людей, заборона їхнього проїзду і проходу.
4. Заборона господарського використання дикої природи заповідника.
5. Недоторканий режим, який встановлюється назавжди.
6. Заборона будь-якого прямого і безпосереднього втручання в хід природних явищ і процесів. Г. О. Кожевніков писав з цього поводу: «Будь-які заходи, що порушують природні умови боротьби за існування тут неприпустимі (…). Не треба нічого усувати, нічого додавати, нічого покращувати. Потрібно надати природу самій собі й спостерігати результати.»[8].

Створення заповідників, за Г. О. Кожевніковим, мало дві мети — захист права дикої природи на існування і свободу та проведення в заповідниках довготривалих моніторингових наукових досліджень.
У 1919 р. теоретичні пропозиції Г. О. Кожевнікова були реалізовані на практиці в Українській, Російській і Білоруській радянських республіках у вигляді створення принципово нової у світі категорії природних територій, що охороняються, — природних заповідників.
На думку одного із співавторів ідеї абсолютної заповідності, радянського ботаніка, д.б.н. С. О. Диренкова «абсолютний заповідний режим не повинен виключати дію яких-небудь природних стихій, наприклад пожеж в тайзі». Погляди радянських екологів підтримує американський екофілософ Д. Тернер. Він виступає категорично проти якого-небудь втручання в заповідну природу під виглядом різних «регуляційних» заходів: «Якщо втручання почалося, воно ніколи не закінчується, воно розвивається по спіралі у все більше і більше людське вторгнення, роблячи дику природу усе більш оцінюваною, керованою, регульованою і контрольованою. Тобто прирученою. Шматочок за шматочком, рішення за рішенням, тварина за твариною, пожежа за пожежею — ми зменшили дикість нашої дикої природи.».

### Сучасні підходи до регуляції
Автори й послідовники ідеї абсолютної заповідності вважають, що майже усі сучасні заходи регуляцій, що проводяться в заповідниках, — це господарське використання території заповідника, узяте з практики лісового, рибного, мисливського або пасовищного господарства.
Регуляційні заходи — це «виправлення» одних порушень іншими порушеннями, «ремонт машини за допомогою кувалди». Тому сінокосіння, рубки лісу, прибирання вітролому, боротьба з комахами-«шкідниками», відновлення корінних видів лісу, гасіння природних пожеж, відстріл вовків і інших хижаків, розчищення буреломів, вітровалів, горільників, будь-яка біотехнія, зимові підгодівлі, диференційоване заступництво окремим видам тварин і рослин, боротьба з гельмінтозами диких копитних, оптимізація гідрологічного режиму, штучні паводки, створення штучних лісових полян, ставків, водопоїв, зацілінювання, реакліматизація і подібний регуляційні заходи, згідно з ідеєю абсолютної заповідності, повинні бути заборонені у заповідниках.

### АЗС
На сьогодні в усіх природних заповідниках України (наприклад, «Стрільцівський степ», «Хомутовський степ» та ін.) створені та знаходяться під постійним моніторингом «ділянки АЗС», тобто ділянки абсолютно-заповідного степу.

## Ідеї абсолютної заповідності та законодавство України
Концепція АЗ має окремі віддзеркалення у природоохоронному законодавстві України. Стаття 16 закону «Про природно-заповідний фонд України» дозволяє проводити в заповідниках відновні роботи — відновлення гідрологічного режиму, відновлення рослинних угруповань, різних видів рослин і тварин. В результаті в заповідниках широко проводяться рубки лісу, а в степових заповідниках — косовиці (див. далі). Так, в Поліському заповіднику ліміти на рубку лісу склали в 2012 р. 10 224 м³, в Медоборах — 3 955 м³, в Рівненському — 8 023 м³ деревини. Ліміти на сінокосіння в заповіднику Єланецький степ в 2012 р. склали 187 га, в Луганському — 226 га, в Українському степовому — 147 га
- Наприклад, при вивченні динаміки чисельності та біотопної диференціації гризунів у заповідниках науковцями визнається окремий варіант місцезнаходжень — «косимий степ»[11][12], і такий тип місцезнаходжень став типовим для описів території та всіх Планів організації території заповідників степової зони.

- При аналізі проблем збереження степу в заповідниках (на прикладі Стрільцівського степу) Л. П. Боровик та Є. М. Боровик[13] відмічають: «до 1953 г. территория продолжала использоваться как пастбище, в 1956 г. выделен участок абсолютно заповедной степи (27 га), на остальной площади введен режим периодического сенокошения — все участки выкашивались раз в три года. В 1976 г. выделен второй абсолютно-заповедный участок, площадь периодически косимой степи составила 441 га, абсолютно заповедной степи — 81 га.». і далі: «Первоначально для всех участков косимой степи был предусмотрен режим трехлетней сенокосной ротации, по периметру заповедника выкашивалась противопожарная полоса. Только в 1971—1972 гг. на территории заповедника была заложена квартальная сеть, что позволило упорядочить систему сенокошения. В 1970-80-е гг. большинство дерновиннозлаковых участков, в том числе с участием степных кустарников, выкашивались через год, более мезофитные участки с корневищно-злаковыми лугово-степными сообществами выкашивались ежегодно. Именно на этот момент стало заметно, что нагрузки на косимые сообщества недостаточны и не позволяют сдерживать сукцессионные процессы. По данным Летописи природы, площади ежегодно косимых участков составляли в разные годы от 135 до 180 га. … С конца 1980-х гг. начинается новый период в истории заповедника, связанный с большими трудностями в проведении режимного сенокошения вследствие экономических причин — распада колхозной системы, общего снижения поголовья скота, снижения спроса на сено, высокой стоимости сеноуборочных работ. Сенокошение стало проводиться по договорам частными лицами. Участки со сложным микрорельефом (многочисленные сурчины) и зарослями кустарников оказались малопривлекательны в качестве сенокосов. К середине 1990-х гг. площадь периодически косимой степи уменьшилась до 290 га, что соответствовало площади степных участков с низким участием кустарников.». і нарешті: «Нам хотелось бы выразить уверенность, что Луганскому заповеднику удастся в ближайшее время организовать проведение режимного сенокошения.». Подібні дані наводяться і в інших наукових публікаціях[14].

Закон України «Про мисливське господарство і полювання», ст. 32, дає змогу проводити в заповідниках селекційний відстріл, але під виглядом селекційного відстрілу у ряді заповідників України ведеться справжнє полювання, яке заборонене в заповідниках чинним законодавством. Так, згідно з затвердженими Міністерством екології й природних ресурсів України лімітами, в 2012 р. в Кримському заповіднику мало бути відстрілено 45 благородних оленів, 26 кабанів, 1 козуля і 7 європейських муфлонів.
Згідно зі ст. 33 Закону України «Про мисливське господарство і полювання» в заповідниках може відбуватися відстріл так званих «шкідливих» тварин — вовків, лисиць, сойок, сорок, граків і сірих ворон. В результаті в Поліському заповіднику в 1990-х рр. щорічно офіційно відстрілювалися 2 вовки, а в Кримському заповіднику відстрілювали лисиць і сірих ворон, що є грубим втручанням в заповідну екосистему.
Не відповідає концепції абсолютної заповідності й низка постанов Кабінету Міністрів України. Так, Постанова Кабінету Міністрів України № 724 від 12 травня 2007 р. «Про затвердження Правив поліпшення якісного складу лісів» дозволяє проводити в заповідниках різні рубки формування і відновлення лісів. Постанова Кабінету Міністрів України № 555 від 27 липня 1995 р. «Про затвердження Санітарних правил в лісах України» дозволяє проводити в заповідниках різні види санітарних рубок, очищати ліс від захламованості, знищувати різних шкідників тощо.
Усе це дозволяє заповідникам, що в першу чергу, знаходяться у віданні Державного агентства лісового господарства України — Ялтинському гірсько-лісовому, Медобори, Поліському, Рівненському вести небувалі темпи комерційної лісозаготівлі.[джерело не вказане 4348 днів]

## Деякі природні заповідники України

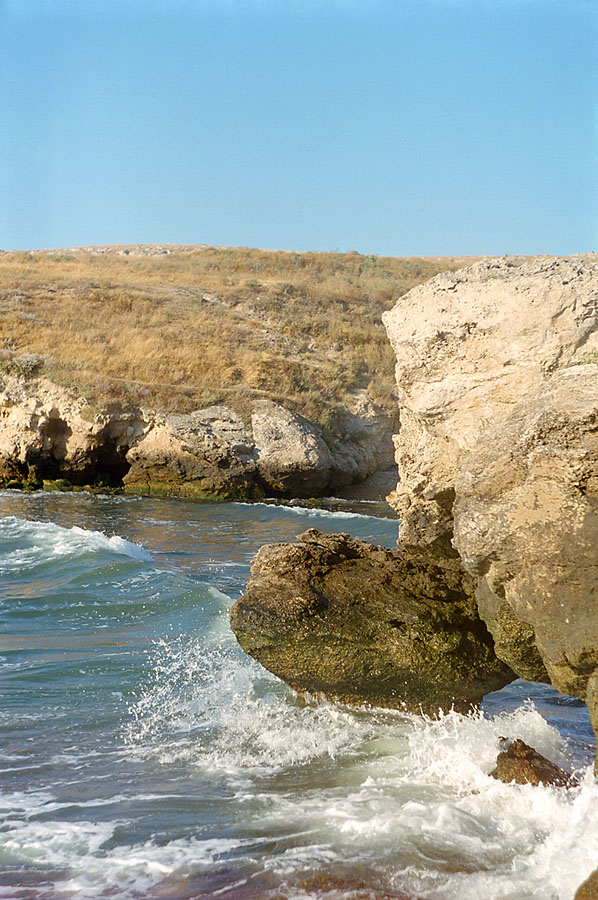
Казантипський природний заповідник, узбережжя
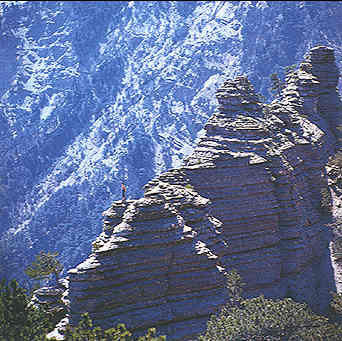
Ялтинський гірсько-лісовий природний заповідник
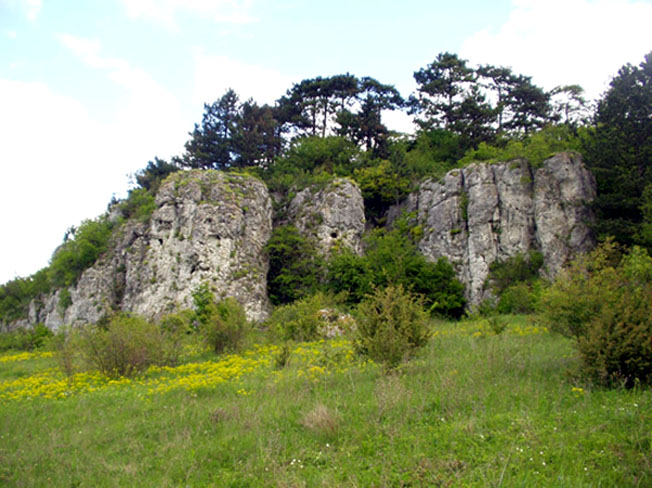
Природний заповідник «Медобори»
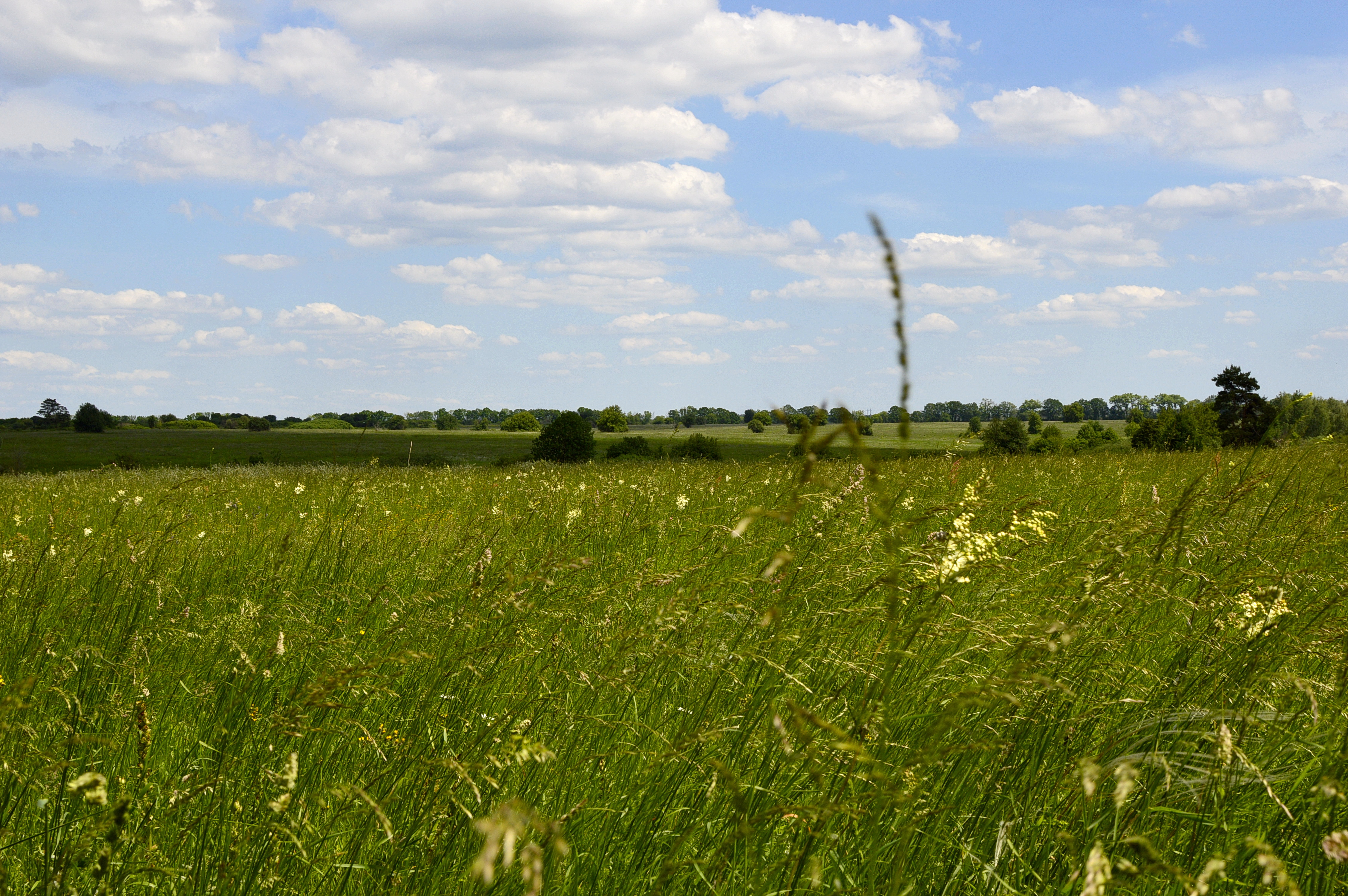
Природний заповідник «Михайлівська цілина»
Рівненський природний заповідник